# Інгвар Йоунссон
Заголовок цієї статті — це ісландське ім'я, де Інгвар — особове ім'я, а Йоунссон — ім'я по батькові. 
Інгвар Йоунссон (ісл. Ingvar Jónsson, нар. 18 жовтня 1989, Рейк'явік) — ісландський футболіст, воротар норвезького клубу «Саннефіорд» і національної збірної Ісландії.

## Клубна кар'єра
У дорослому футболі дебютував 2010 року виступами за команду клубу «Ньярдвік», в якій того року взяв участь у 20 матчах чемпіонату. 
Своєю грою за цю команду привернув увагу представників тренерського штабу клубу «Стьярнан», до складу якого приєднався 2011 року. Відіграв за команду з Ґардабаїра наступні чотири сезони своєї ігрової кар'єри. Більшість часу, проведеного у складі «Стьярнана», був основним голкіпером команди.
На початку 2015 року перейшов до норвезького клубу «Старт» (Крістіансанн), проте вже за півроку був відданий в оренду до команди другого за силою норвезького дивізіону «Саннес Ульф».
2016 року став гравцем «Саннефіорда», іншого представника другої норвезької ліги.

## Виступи за збірні
2008 року дебютував у складі юнацької збірної Ісландії, взяв участь у 3 іграх на юнацькому рівні, пропустивши 1 гол.
2008 року залучався до складу молодіжної збірної Ісландії. На молодіжному рівні зіграв в одному офіційному матчі, пропустив 1 гол.
2014 року дебютував в офіційних матчах у складі національної збірної Ісландії. Наразі провів у формі головної команди країни 4 матчі, пропустивши 4 голи.
У травні 2016 року був включений до заявки збірної для участі у першому в історії ісландської збірної великому турнірі — фінальній частині чемпіонату Європи 2016 року у Франції.

## Статистика виступів

### Статистика клубних виступів
| Сезон                | Клуб                   | Чемпіонат            | Чемпіонат | Чемпіонат | Національний кубок | Національний кубок | Національний кубок | Континентальні кубки | Континентальні кубки | Континентальні кубки | Суперкубки | Суперкубки | Суперкубки | Усього | Усього |
| Сезон                | Клуб                   | Ліга                 | Ігор      | Голів     | Ліга               | Ігор               | Голів              | Ліга                 | Ігор                 | Голів                | Ліга       | Ігор       | Голів      | Ігор   | Голів  |
| -------------------- | ---------------------- | -------------------- | --------- | --------- | ------------------ | ------------------ | ------------------ | -------------------- | -------------------- | -------------------- | ---------- | ---------- | ---------- | ------ | ------ |
| 2010                 | «Ньярдвік»             | 1Д                   | 20        | -35       | КІ                 | -                  | -                  | -                    | -                    | -                    | -          | -          | -          | 20     | -35    |
| 2011                 | «Стьярнан»             | УД                   | 17        | -28       | КІ                 | 1                  | -3                 | -                    | -                    | -                    | -          | -          | -          | 18     | -31    |
| 2012                 | «Стьярнан»             | УД                   | 22        | -38       | КІ                 | -                  | -                  | -                    | -                    | -                    | -          | -          | -          | 22     | -38    |
| 2013                 | «Стьярнан»             | УД                   | 19        | -18       | КІ                 | 5                  | -10                | -                    | -                    | -                    | -          | -          | -          | 24     | -28    |
| 2014                 | «Стьярнан»             | УД                   | 21        | -21       | КІ                 | 2                  | -1                 | ЛЄ                   | 8                    | -13                  | -          | -          | -          | 31     | -33    |
| Усього за «Стьярнан» | Усього за «Стьярнан»   | Усього за «Стьярнан» | 79        | -105      |                    | 8                  | -14                |                      | 8                    | -13                  |            | -          | -          | 95     | -132   |
| січ.-лип. 2015       | «Старт» (Крістіансанн) | ТЛ                   | 1         | -3        | КН                 | 2                  | 4                  | -                    | -                    | -                    | -          | -          | -          | 3      | -5     |
| лип.-груд. 2015      | «Саннес Ульф»          | 1Д                   | 15        | -24       | КН                 | -                  | -                  | -                    | -                    | -                    | -          | -          | -          | 15     | -24    |
| 2016                 | «Саннефіорд»           | 1Д                   | 4         | -5        | КН                 | 0                  | -0                 | -                    | -                    | -                    | -          | -          | -          | 4      | -5     |
| Усього за кар'єру    | Усього за кар'єру      | Усього за кар'єру    | 119       | -172      |                    | 8                  | -14                |                      | 8                    | -13                  |            | -          | -          | 135    | –9     |

## Титули і досягнення
- Чемпіон Ісландії (3):

«Стьярнан»:  2014
«Вікінгур»:  2021, 2023
- Володар Кубка Ісландії (3):

«Вікінгур»:  2021, 2022, 2023
- Володар Суперкубка Ісландії (2):

«Вікінгур»:  2022, 2024